# قرطبة (الكويت)
هذه مقالة عن منطقة قرطبة الكويتية، إذا كنت تبحث عن استخدام آخر لقرطبة راجع قرطبة (توضيح)

قرطبة هي منطقة من مناطق محافظة العاصمة في الكويت.
سميت بهذا الاسم نسبة لمدينة قرطبة في إسبانيا وهي منطقة صغيرة نسبيًا مقسمة إلى 5 قطع، 4 منها سكنية والقطعة رقم 5 تحتوي على مرافق عامة ومستوصف.